# Гуанцате
Гуанца̀те (на италиански: Guanzate; на ломбардски: Guanzàa, Гуанцаа) е градче и община в Северна Италия, провинция Комо, регион Ломбардия. Разположено е на 342 m надморска височина. Населението на общината е 5834 души (към 2017 г.).